# الملكة (مسلسل)
الملكة، مسلسل تلفزيوني درامي كويتي. يتكون من 30 حلقة عرض في رمضان 1432 هـ من إخراج خالد الرفاعي وتأليف فهد العليوة.

## قصة المسلسل
تدور أحداثه في العصر الجاري، ويناقش الحياة الاجتماعية الخاصة لممتهني الفن، من خلال الفنانة هدى حسين واحدة من ألمع نجمات الخليج والوطن العربي، لذلك لقبتها الصحافة بالملكة، ويستعرض المسلسل ما يتعرض له الفنان من ضغوط قد تؤدي إلى فشله الفني. 
المطربة هدى التي خسرت كل شيء بعد فشل ألبومها، ترى الأمل من جديد في حب «رائد»، الشاب الذي يصغرها عمراً ولا تلبث ان تشق السعادة طريقها إلا ان يحدث امر لم يكن بالحسبان وتنقلب الموازيين ويحدث امر يُرجع هدى لنقطة الصفر بعد تأمر افراد من أسرتها ضدها وتصبح بعدئذ كيان هزيل بثروة ضائعة وفشل ألبوم. 

## الفنانون المشاركون
- هدى حسين.. بدور المطربة هدى
- انتصار الشراح.. بدور فاطمة اخت هدى
- طيف.. بدور والدة منال
- مريم الصالح.. بدور والدة هدى
- محمد جابر.. بدور والد منال
- باسم عبد الأمير.. بدور عبد الهادي زوج فاطمة
- محمود بوشهري.. بدور فهد أخ هدى
- عبد الله بوشهري.. بدور عزيز أخ هدى الثاني
- صمود الكندري.. بدور منال حبيبة فيصل
- شهد.. بدور أسيل حبيبة عزيز
- محمد العلوي.. بدور فيصل ابن فاطمة
- فؤاد علي.. بدور رائد أخ منال
- فهد باسم.. بدور ابن عبد الهادي
- طلال باسم.. بدور ابن عبد الهادي الثاني
- أمل عبد الكريم.. بدور وداد صديقة هدى
- صادق الدبيس.. بدور أمين زوج منال
- عبد الناصر الزاير.. بدور صقر طليق هدى
- أوس الشطي.. بدور عصام مدير أعمال هدى
- أمل العنبري.
- حلا.. بدور مي زوجة فهد
- كرم فتحي.. بدور إيهاب.
- منى حسين.
- عبد الله البدر.
- سماح غندور.. بدور مقدمة الحفلات.
- هاشم أسد الله.. بدور مقدم الحفلات.
- محمد الدوسري.
- أيوب الشطي.

## الجوائز
- الكويت: جائزة المميزون أفضل عمل درامي لرمضان 2011.[2]